# Ján Kadár
Ján Kadár   (Budapest, 1 d'abril de 1918 - Los Angeles, 1 de juny de 1979) va ser un escriptor i director de cinema eslovac d'origen jueu, nascut al Regne d'Hongria.
Com a cineasta, va treballar a Txecoslovàquia, Estats Units i Canadà. La majoria de les seves pel·lícules es van dirigir en conjunt amb Elmar Klos. Els dos es van fer coneguts per la guanyadora d'un oscar Obchod na korze (1965). Com ap rofessor de la FAMU (Escola de Cinema i TV de l'Acadèmia de les Arts Escèniques) a Praga, Kadár va ensenyar a la majoria de directors de l'anomenada Nova Ona Txecoslovaca en la dècada del 1960.
Després de traslladar-se als Estats Units, es va convertir en professor de direcció de cinema a l'American Film Institute de Beverly Hills.

## Biografia
Kadár va néixer a Budapest, Àustria-Hongria. Més tard la seva família es va traslladar a Rožňava, a la recentment creada Txecoslovàquia, on va créixer.
Kadár va estudiar dret a Bratislava, però aviat es va traslladar al primer departament de cinema de Txecoslovàquia (probablement el tercer departament d'Europa) a l'Escola d'Arts Industrials de Bratislava el 1938, on va prendre classes amb el director de cinema eslovac Karel Plicka fins que el departament fou clausurat el 1939.
Amb l'aplicació de lleis antisemites, Kádár va ser enviat en un camp de treball. Més tard va dir que va ser per primera vegada en la seva vida que va actuar com a jueu: va rebutjar la conversió i va servir en una unitat de treball amb un distintiu groc al braç en lloc del blanc que era el privilegi dels batejats.
Va començar la seva carrera com a director a Bratislava després de la Segona Guerra Mundial amb el documental Na troskách vyrastá život (1945). Després de diversos documentals expressant la visió del Partit Comunista, al qual es va unir, Kadár es va traslladar a Praga el 1947 i va tornar a Bratislava temporalment amb l'objectiu de rodar el seu primer llargmetratge Katka (1950).
A partir del 1952, va codirigir totes les seves pel·lícules txecoslovaces amb Elmar Klos únicament a Praga, excepte els seus projectes txecslovacs eslovac: Smrť sa volá Engelchen-txec: Smrt si říká Engelchen (1963), Obchod na korze, (1965), i txec: Touha zvaná Anada-eslovac: Túžba zvaná Anada-hongarès: Valamit visz a víz (1969) rodada amb actors eslovacs, txecs i hongaresos a Rusovce (Eslovàquia). Kadár va tornar a acabar aquest últim dels Estats Units, on va emigrar el novembre de 1968. Aquest va ser el seu últim treball amb Klos.
Després d'aprendre l'obligatòria doctrina marxista-leninista i adherir-se a la realització de cinema de realisme socialista, Ján Kadár i Elmar Klos van oscil·lar primer entre la comèdia i la propaganda dura. El primer llargmetratge de Kadár fou Katka (1950) La seva elecció de temes va començar a canviar amb la primera suau relaxació del comunisme a Txecoslovàquia després del Discurs Secret del líder soviètic Nikita Khrusxov el 1956. La primera pel·lícula de Kadár i Klos durant aquest desgel menor, Tři přání (Tres desitjos, 1958), una sàtira evasiva sobre aspectes de la vida quotidiana, va indignar a les autoritats i es va mantenir al calaix fins a les condicions més relaxades del 1963. Els estudis van suspendre ambdós directors durant dos anys. No obstant això, la seva pertinença al Partit Comunista els va protegir d'un destí pitjor i Kadár va poder trobar un refugi en treballs semi-propagandistes i tècnicament avantguardistes per als primers programes multi-pantalla txecoslovacs del project Laterna magika.
El primer llargmetratge que Ján Kadár i Elmar Klos van ser capaços de dirigir en cinc anys va mostrar un retorn decidit a la realització de cinema clàssic en blanc i negre amb tot just un rastre del treball més experimental de Kadár a la Laterna magika.
Una gradual relaxació del control comunista a Txecoslovàquia, els primers signes procedents d'Eslovàquia, van permetre al periodista i escriptor de Bratislava Ladislav Mňačko publicar la seva novel·la Smrť sa volá Engelchen (La mort es diu Engelchen, 1959) i Kadár i Klos tkraren a Praga un cop finalitzada la seva suspensió. La novel·la i la seva pel·lícula eslovac: Smrť sa volá Engelchen, txec: Smrt si říká Engelchen, (1963) una nova visió de la prodemmocràtica revolta eslovaca del 1944 que anteriorment només havia estat retratada com a invariablement gloriosa. Va mostrar alguns dels seus aspectes que van provocar la tragèdia humana.
La pel·lícula fou seleccionada al 3r Festival Internacional de Cinema de Moscou on va obtenir un Premi d'Or. La següent pel·lícula d'ambdós directors, Obžalovaný (1964), va reafirmar les estructures propagandistes de la realització del Realisme socialista, però els va donar la volta en substituir el contingut ordenat als anys cinquanta per una crítica social compromesa que es convertia ràpidament en un dels segments distintius del cinema txec i eslovac dels anys seixanta.
Totes aquestes experiències i influències es van creuar per portar a Kadár i Klos al seu èxit durador amb Obchod na korze (1965), una representació compassiva i turmentant del carrer sense sortida a Europa central durant la deportacions dels jueus a camps de concentració nazis durant la Segona Guerra Mundial. La pel·lícula va rebre diversos premis, entre els quals es trobava l'Oscar a la millor pel·lícula de parla no anglesa. Els acadèmics i crítics de cinema eslovacs i txecs encara la consideren la millor pel·lícula de la història del cinema eslovac.
El següent projecte de Kadár i Klos es va basar en la novel·la hongaresa Valamit visz a víz (Hi ha alguna cosa a l'aigua, 1928) de Lajos Zilahy, i, efectivament, un remake de la pel·lícula hongaresa amb el títol internacionan en anglès Something Is in the Water (Valamit visz a víz, dir. Gusztáv Oláh i Lajos Zilahy, 1943) però fou interrpmput per la invasió soviètica de Txecoslovàquia l'agost de 1968.
Kadár i la seva família es van reinstal·lar ràpidament als Estats Units i, tot i que va tornar breument per ajudar a acabar la pel·lícula txec: Touha zvaná Anada-eslovac: Túžba zvaná Anada (1969).
La primera pel·lícula de Ján Kadár després de la immigració als Estats Units i el seu primer llargmetratge en solitari des de 1950 va ser The Angel Levine (1970), una versió substancialment modificada de la narració Angel Levinett de Bernard Malamud (1958). Posteriorment va dirigir Lies My Father Told Me al Canadà.

## Filmografia
- Na troskách vyrastá život (La vida neix de les ruïnes, 1945)
- Sú osobne zodpovední za zločiny proti ľudskosti (Són personalment responsables de delictes contra la humanitat, 1946)
- Sú osobne zodpovední za zradu na národnom povstaní (Són personalment responsables de trair l'aixecament nacional, 1946)
- Katka (1950)
- Únos (Segrest, 1952)
- Hudba z Marsu (Música de Mart, 1954)
- Dům na konečné, 1957)
- Tři přání (Trse desitjos, 1958)
- txec: Smrt si říká Engelchen, eslovac: Smrť sa volá Engelchen (La mort es diu Engelchen, 1963)
- Obžalovaný (Acusat, 1964)
- Obchod na korze, 1965)
- txec: Touha zvaná Anada, eslovac: Túžba zvaná Anada, hongarès: Valamit visz a víz,(1969)
- The Angel Levine (1970)
- Lies My Father Told Me (1976)
- The Case against Milligan (1976)
- Freedom Road (1979)